# Ashley Maynard-Brewer
Ashley Maynard-Brewer, detto Ash (Joondalup, 25 giugno 1999), è un calciatore australiano, portiere del Charlton e della nazionale australiana.

## Caratteristiche tecniche
È un buon portiere, bravo nei salvataggi, meno nel parare i rigori. È abile nel coprire tutti i lati della porta e abbastanza preciso nel rinvio.

## Carriera

### Club

#### Gli inizi col Charlton e i prestiti nelle serie minori inglesi
Cresciuto nell'ECU Joondalup della sua città natale, nel 2015 viene acquistato dal Charlton Athletic di Londra, venendo inserito in prima squadra nella stagione 2017-2018. Il 30 novembre 2018 viene mandato in prestito per un mese al Chelmsford City, con cui colleziona 6 presenze. Il 22 marzo 2019 passa allo stesso modo all'Hampton & Richmond Borough, giocando 6 partite fino al 26 aprile. Il 5 agosto si trasferisce per due mesi al Dulwich Hamlet, disputando 12 incontri. Il 29 gennaio 2020 va sempre in prestito al Dover Athletic, scendendo in campo 4 volte.

#### Ross County e Gillingham
Il 31 maggio 2020 torna al Charlton, rimanendo con la squadra per una stagione, senza però giocare. Il 6 agosto 2021 passa così in prestito al Ross County, squadra militante nella Premiership scozzese. Nel club riesce a trovare spazio disputando 17 partite. Il 17 maggio 2022 rientra a Londra, e il 1º luglio si trasferisce on loan al Gillingham, in League Two, ma un infortunio alla spalla gli impedisce di scendere in campo.

#### Ritorno al Charlton
Il 17 novembre ritorna al Charlton in League One. Debutta da titolare due giorni dopo, nella sconfitta per 1-0 in casa del Port Vale. Il 21 dicembre 2022 è il portiere del Charlton che sorprende tutti battendo ai calci di rigore il Brighton, militante in Premier League, nel quarto turno di EFL Cup, qualificandosi così per i quarti, nei quali vengono però sconfitti per 3-0 dal Manchester United.

### Nazionale
Tra il 2017 e il 2021 viene convocato dalla nazionale under-23 australiana per 7 partite, scendendo in campo in 2, entrambe nel 2021.
Lo stesso anno partecipa ai rinviati Giochi di Tokyo, prendendo il numero 18 e giocando come riserva. Non disputa nessuna partita con la nazionale olimpica australiana.
Nel 2023 viene chiamato per la partita del 10 settembre pareggiata 2-2 contro il Messico, non giocando. Due mesi dopo prende parte alle qualificazioni asiatiche per i Mondiali 2026.

## Statistiche

### Cronologia presenze e reti in nazionale[3][4]
| Cronologia completa delle presenze e delle reti in nazionale ― Australia under 23 | Cronologia completa delle presenze e delle reti in nazionale ― Australia under 23 | Cronologia completa delle presenze e delle reti in nazionale ― Australia under 23 | Cronologia completa delle presenze e delle reti in nazionale ― Australia under 23 | Cronologia completa delle presenze e delle reti in nazionale ― Australia under 23 | Cronologia completa delle presenze e delle reti in nazionale ― Australia under 23 | Cronologia completa delle presenze e delle reti in nazionale ― Australia under 23 | Cronologia completa delle presenze e delle reti in nazionale ― Australia under 23 |
| Data                                                                              | Città                                                                             | In casa                                                                           | Risultato                                                                         | Ospiti                                                                            | Competizione                                                                      | Reti                                                                              | Note                                                                              |
| --------------------------------------------------------------------------------- | --------------------------------------------------------------------------------- | --------------------------------------------------------------------------------- | --------------------------------------------------------------------------------- | --------------------------------------------------------------------------------- | --------------------------------------------------------------------------------- | --------------------------------------------------------------------------------- | --------------------------------------------------------------------------------- |
| 8-6-2021                                                                          | Marbella                                                                          | Romania under 23                                                                  | 1 – 0                                                                             | Australia under 23                                                                | Amichevole                                                                        | -1                                                                                |                                                                                   |
| 12-6-2021                                                                         | Marbella                                                                          | Australia under 23                                                                | 2 – 3                                                                             | Messico under 23                                                                  | Amichevole                                                                        | -3                                                                                |                                                                                   |
| Totale                                                                            |                                                                                   | Presenze                                                                          | 2                                                                                 |                                                                                   | Reti                                                                              | -4                                                                                |                                                                                   |